# الیکایی نوک‌دراز نیوزیلندی
الیکایی نوک‌دراز نیوزیلندی (نام علمی: Dendroscansor decurvirostris) نام یک گونه از تیره الیکایی نیوزلندی است.